# 角膜切割器
角膜切割器是一个带有震荡刀片，用于在LASIK或ALK手术中制造角膜瓣的手术器械。常人的角膜厚度在500微米到600微米之间；在LASIK手术中
， 角膜切割器会制造一个83微米到200微米厚的角膜瓣。该仪器由Jose Barraquer在1950年代在哥伦比亚发明，目前在全世界范围内被广泛使用。